# Stanislav Zabrodski
Stanislav Viacheslavovich Zabrodski ou Stanislav Vyacheslavovich Zabrodsky (russe : Станислав Вячеславович Забродский, né le 1er janvier 1962 à Kharkiv en RSS d'Ukraine en Union soviétique) est un archer soviétique devenu ukrainien puis kazakhstanais.

## Biographie
Zabrodski fait ses premières fortes impressions sur le circuit international en 1989, alors qu'il remporte deux médailles d'or lors des championnats du monde. En 1991, il récidive en remportant une médaille d'argent en équipe en compagnie de Vadim Szikariew et de Vladimir Iecheïev. Il ne finit cependant que 15e dans l'épreuve individuelle. C'est en 1992 qu'il participe à ses premiers Jeux olympiques avec l'Équipe unifiée qui se forme à la suite de la chute de l'URSS. Dans cette compétition, il finit 10e à l'individuel et 8e en équipe. En 1993, il remporte sa dernière médaille en championnats du monde en remporte le bronze à l'individuel sous les couleurs ukrainiennes. Il participe à trois autres Jeux olympiques, en 1996 sous les couleurs ukrainiennes puis en 2000 et 2004 représentant le Kazakhstan.

## Palmarès
- Jeux olympiques[4]
  - 10e à l'épreuve individuelle aux Jeux olympiques de 1992 à Barcelone.
  - 8e à l'épreuve par équipe aux Jeux olympiques de 1992 à Barcelone (avec Vadim Shikarev et Vladimir Iecheïev).
  - 13e à l'épreuve individuelle aux Jeux olympiques de 1996 à Atlanta.
  - 7e à l'épreuve par équipe aux Jeux olympiques de 1996 à Atlanta (avec Valeriy Yevetskiy (uk) et Oleksandr Yatsenko (en)).
  - 12e à l'épreuve individuelle aux Jeux olympiques de 2000 à Sydney.
  - 7e à l'épreuve par équipe aux Jeux olympiques de 2000 à Sydney (avec Vadim Shikarev et Aleksandr Li (en)).
  - 18e à l'épreuve individuelle aux Jeux olympiques de 2004 à Athènes.

- Championnats du monde
  -  Médaille d'or à l'épreuve individuelle homme aux championnats du monde de 1989 à Lausanne[2].
  -  Médaille d'or à l'épreuve par équipe homme aux championnats du monde de 1989 à Lausanne (avec Vadim Shikarev et Vladimir Iecheïev)[2].
  -  Médaille d'argent à l'épreuve par équipe homme aux championnats du monde de 1991 à Cracovie (avec Wadim Szikariew et Vladimir Iecheïev)[3].
  -  Médaille de bronze à l'épreuve individuelle homme aux championnats du monde de 1993 à Antalya[5].